# Contre-la-montre par équipes masculin aux championnats du monde de cyclisme sur route 2014
Navigation
Florence 2013 Richmond 2015
Le contre-la-montre par équipes de marques masculin aux championnats du monde de cyclisme sur route 2014 a eu lieu le 21 septembre 2014 à Ponferrada, en Espagne. Il s'agit de la 3e édition disputée depuis son introduction en 2012. L'équipe belge Omega Pharma-Quick Step est la double tenante du titre.
Le titre a été remporté par la formation américaine BMC Racing qui s'impose respectivement devant l'Australienne Orica-GreenEDGE et la Belge Omega Pharma-Quick Step.

## Parcours
Le parcours de la course est tracé sur 57,1 km. Le contre-la-montre par équipes commence dans le centre de Ponferrada et passe par La Martina, Posada del Bierzo, Carracedelo et Cacabelos, pour revenir sur Ponferrada. Les coureurs font face à quelques petites montées pendant la course avec un total de 386 mètres de montée et une pente maximale de 10%.

## Participation
Les dix-huit UCI ProTeam ont l'obligation de participer à ce championnat. Des invitations sont également envoyées aux 20 meilleures équipes de l'UCI Europe Tour 2014, aux 5 meilleures équipes de l'UCI America Tour 2014 et de l'UCI Asia Tour 2014 et les meilleures équipes de l'UCI Africa Tour 2014 et l'UCI Oceania Tour 2014 en date du 15 août 2014. Les équipes qui acceptent l'invitation dans les délais ont le droit de participer. Chaque équipe participante peut enregistrer neuf coureurs de son équipe (hors stagiaires) et doit choisir six coureurs pour participer à l'épreuve.

## Programme
Les horaires sont ceux de l'heure normale d'Europe centrale (UTC+1)
| Date              | Horaire         |                                                  |
| ----------------- | --------------- | ------------------------------------------------ |
| 21 septembre 2014 | 14 h 00-17 h 05 | Contre-la-montre par équipes de marques masculin |
| 21 septembre 2014 | 17 h 25         | Cérémonie                                        |

## Primes
L'UCI attribue un total de 83 331 € aux cinq premières équipes de l'épreuve.
| Position | 1er      | 2e       | 3e       | 4e      | 5e      | Total    |
| Montant  | 33 333 € | 20 833 € | 16 666 € | 8 333 € | 4 166 € | 83 331 € |

## Classement
| Classement                | Équipe | Temps             |
| ------------------------- | --- | ----------------- |
| Médaille d'or, monde      | BMC Racing Rohan Dennis (AUS) Silvan Dillier (SUI) Daniel Oss (ITA) Manuel Quinziato (ITA) Tejay van Garderen (USA) Peter Velits (SVK)          | 1 h 3 min 29 s 85 |
| Médaille d'argent, monde  | Orica-GreenEDGE Luke Durbridge (AUS) Michael Hepburn (AUS) Damien Howson (AUS) Brett Lancaster (AUS) Jens Mouris (NED) Svein Tuft (CAN)         | + 31 s 84         |
| Médaille de bronze, monde | Omega Pharma-Quick Step Tom Boonen (BEL) Michał Kwiatkowski (POL) Tony Martin (GER) Pieter Serry (BEL) Niki Terpstra (NED) Julien Vermote (BEL) | + 35 s 22         |
| 4                         | Sky | + 37 s 29         |
| 5                         | Tinkoff-Saxo | + 46 s 59         |
| 6                         | Movistar | + 51 s 37         |
| 7                         | Trek Factory Racing | + 1 min 1 s 47    |
| 8                         | Giant-Shimano | + 1 min 26 s 60   |
| 9                         | Cannondale | + 1 min 28 s 56   |
| 10                        | Garmin-Sharp | + 1 min 44 s 80   |
| 11                        | FDJ.fr | + 2 min 5 s 08    |
| 12                        | Astana | + 2 min 12 s 38   |
| 13                        | Katusha | + 2 min 14 s 35   |
| 14                        | Belkin | + 2 min 28 s 16   |
| 15                        | Lampre-Merida | + 2 min 30 s 08   |
| 16                        | RusVelo | + 2 min 44 s 81   |
| 17                        | Topsport Vlaanderen-Baloise | + 2 min 45 s 29   |
| 18                        | CCC Polsat Polkowice | + 3 min 36 s 90   |
| 19                        | Europcar | + 3 min 52 s 06   |
| 20                        | AG2R La Mondiale | + 4 min 5 s 91    |
| 21                        | Wanty-Groupe Gobert | + 4 min 7 s 49    |
| 22                        | Lotto-Belisol | + 4 min 11 s 15   |
| 23                        | Caja Rural-Seguros RGA | + 4 min 29 s 70   |
| 24                        | Kolss | + 4 min 57 s 99   |
| 25                        | MG Kvis-Wilier | + 5 min 36 s 95   |
| 26                        | Rabobank Development | + 6 min 1 s 11    |
| 27                        | Adria Mobil | + 6 min 12 s 23   |
| 28                        | BDC Marcpol | + 6 min 51 s 56   |
| 29                        | Ecuador | + 8 min 8 s 46    |

## Liste des engagés
Les dix-huit UCI ProTeam ont l'obligation de participer à ce championnat. Des invitations sont également envoyées aux meilleures équipes des différents circuits continentaux.
| UCI ProTeam             | Coureurs                                                                                           |
| ----------------------- | -------------------------------------------------------------------------------------------------- |
| AG2R La Mondiale        | Maxime Bouet Damien Gaudin Alexis Gougeard Patrick Gretsch Matteo Montaguti Sébastien Turgot       |
| Astana                  | Daniil Fominykh Andriy Grivko Andrea Guardini Tanel Kangert Alexey Lutsenko Lieuwe Westra          |
| Belkin                  | Stef Clement Rick Flens Martijn Keizer Wilco Kelderman Maarten Tjallingii Robert Wagner            |
| BMC Racing              | Rohan Dennis Silvan Dillier Daniel Oss Manuel Quinziato Tejay van Garderen Peter Velits            |
| Cannondale              | Maciej Bodnar Alessandro De Marchi Michel Koch Kristjan Koren Alan Marangoni Peter Sagan           |
| Europcar                | Jérôme Cousin Dan Craven Jimmy Engoulvent Romain Guillemois Christophe Kern Yannick Martinez       |
| FDJ.fr                  | William Bonnet David Boucher Matthieu Ladagnous Johan Le Bon Laurent Pichon Jérémy Roy             |
| Garmin-Sharp            | Jack Bauer Tyler Farrar Sebastian Langeveld Ramūnas Navardauskas Andrew Talansky Dylan van Baarle  |
| Giant-Shimano           | Nikias Arndt Tom Dumoulin Chad Haga Marcel Kittel Tobias Ludvigsson Georg Preidler                 |
| Katusha                 | Maxim Belkov Pavel Brutt Vladimir Gusev Vladimir Isaychev Viatcheslav Kouznetsov Gatis Smukulis    |
| Lampre-Merida           | Winner Anacona Mattia Cattaneo Roberto Ferrari Nélson Oliveira José Serpa Rafael Valls             |
| Lotto-Belisol           | Lars Ytting Bak Vegard Breen Adam Hansen Gregory Henderson Pim Ligthart Maxime Monfort             |
| Movistar                | Andrey Amador Alex Dowsett Imanol Erviti Ion Izagirre Adriano Malori Jasha Sütterlin               |
| Omega Pharma-Quick Step | Tom Boonen Michał Kwiatkowski Tony Martin Pieter Serry Niki Terpstra Julien Vermote                |
| Orica-GreenEDGE         | Luke Durbridge Michael Hepburn Damien Howson Brett Lancaster Jens Mouris Svein Tuft                |
| Sky                     | Dario Cataldo Vasil Kiryienka Salvatore Puccio Kanstantsin Siutsou Geraint Thomas Bradley Wiggins  |
| Tinkoff-Saxo            | Michael Valgren Daniele Bennati Manuele Boaro Christopher Juul Jensen Nicolas Roche Michael Rogers |
| Trek Factory Racing     | Fabian Cancellara Markel Irizar Yaroslav Popovych Jesse Sergent Jasper Stuyven Kristof Vandewalle  |

| Équipes invitées            | Coureurs                                                                                                  |
| --------------------------- | --- |
| Topsport Vlaanderen-Baloise | Victor Campenaerts Pieter Jacobs Yves Lampaert Edward Theuns Gijs Van Hoecke Jelle Wallays                |
| Wanty-Groupe Gobert         | Francis De Greef Tim De Troyer Thomas Degand Jan Ghyselinck Kévin Van Melsen Frederik Veuchelen           |
| Ecuador                     | Isaac Carbonell Higinio Fernández Segundo Navarrete Jaume Rovira Jordi Simón Albert Torres                |
| MG Kvis-Wilier              | Liam Bertazzo Matteo Busato Riccardo Donato Mattia Frapporti Andrei Nechita Lorenzo Rota                  |
| Rabobank Development        | Piotr Havik Lennard Hofstede Merijn Korevaar Sam Oomen Ivar Slik Martijn Tusveld                          |
| BDC Marcpol                 | Paweł Bernas Kamil Gradek Błażej Janiaczyk Piotr Kirpsza Jarosław Kowalczyk Adam Stachowiak               |
| CCC Polsat Polkowice        | Tomasz Kiendyś Jarosław Marycz Nikolay Mihaylov Marek Rutkiewicz Branislau Samoilau Mateusz Taciak        |
| RusVelo                     | Ivan Balykin Sergueï Klimov Sergueï Lagoutine Artem Ovechkin Andrey Solomennikov Ilnur Zakarin            |
| Adria Mobil                 | Kristjan Fajt Bruno Maltar Matej Mugerli Radoslav Rogina Primož Roglič Klemen Štimulak                    |
| Caja Rural-Seguros RGA      | Javier Aramendia Peio Bilbao Karol Domagalski Omar Fraile Lluís Mas Antonio Piedra                        |
| Kolss                       | Oleksandr Golovash Mykhailo Kononenko Oleksandr Kvachuk Sergiy Lagkuti Oleksandr Polivoda Andriy Vasylyuk |